# Cantón de Le Dévoluy
El cantón de Le Dévoluy era una división administrativa francesa, que estaba situada en el departamento de Altos Alpes y la región de Provenza-Alpes-Costa Azul.

## Historia
Hasta el año 2013, el cantón se denominaba cantón de Saint-Étienne-en-Dévoluy y estaba formada por las cuatro comunas de:
- Agnières-en-Dévoluy
- La Cluse
- Saint-Disdier
- Saint-Étienne-en-Dévoluy

Ese año, las cuatro comunas se fusionaron, formando una nueva comuna que fue denominada Le Dévoluy, por lo que al cantón se le cambió el nombre.

## Composición
De 2013 a 2015 el cantón estaba formado por una comuna:
- Le Dévoluy

## Supresión del cantón de Le Dévoluy
En aplicación del Decreto nº 2014-193 de 20 de febrero de 2014, el cantón de Le Dévoluy fue suprimido el 22 de marzo de 2015 y su comuna pasó a formar parte del nuevo cantón de Veynes.